# 6268 Versailles
6268 Versailles (1990 SS5) là một tiểu hành tinh vành đai chính được phát hiện ngày 22 tháng 9 năm 1990 bởi E. W. Elst ở La Silla.